# Рудолф фон Папенхайм
Рудолф фон Папенхайм (на немски: Rudolf von Pappenheim; † 1552) от рода на наследствените маршали на Папенхайм в Бавария, е господар на Тройхтлинген. Той е императорски хауптман.

## Биография
Той е син на маршал Георг II фон Папенхайм († 1529) и съпругата му Маргарета Нотхафт фон Вернберг, дъщеря на Каспар Нотхафт († 1466) и Маргарета фон Ахаймб. Роднина е на Кристоф фон Папенхайм, епископ на Айхщет (1535 – 1539) и с историка Матеус фон Папенхайм (1458 – 1541), домхер в Аугсбург. Брат е на Георг († 1563), епископ на Регенсбург (1548 – 1563), Улрих († 1539), Урсула, омъжена за Фридрих фон Шнайдт, Барбара, омъжена за Ханс фон Парзберг и на Маргарета фон Папенхайм, омъжена за Хиронимус фон Лихтенщайн.
Брат му Улрих придружава Мартин Лутер до Райхстага във Вормс (1521). Рудолф се бие в битката при Павия (1525).

## Фамилия
Рудолф фон Папенхайм се жени за Магдалена Хумпис фон Ратценрид. Те имат четири деца:
- Йохан Георг фон Папенхайм (* 7 август 1535; † 25 ноември 1568), женен за Мария фон Райтценшайн, няма деца
- Еуфрозина фон Папенхайм, омъжена за Лудвиг Леонхард фон Шаумберг
- Маргарета фон Папенхайм († 23 ноември 1576), омъжена за маршал Хайнрих XIII фон Папенхайм († 12 февруари 1590)
- Мария фон Папенхайм, омъжена за Ернст фон Валденфелс